# Монсерат
 За певицата вижте Монсерат Кабайе.  
Монсерат (Монтсерат) (на английски: Montserrat; на испански: Montserrat; на френски: Montserrat) е задморска територия на Великобритания, разположена на едноименния остров, който е част от островната група Малки Антили. Заема площ от 102 km². Административен център де юре е град Плимът (Плимут) (3500 жители), а де факто град Брейдс.
По конституцията от 1960 г. Монсерат се управлява от губернатор, назначаван от монарха на Великобритания. Губернаторът е председател на Изпълнителния съвет (органа на изпълнителната власт).
Монсерат е член на Организацията на източнокарибските държави и на Регионалната система за безопасност.

## География
Островът е планински с вулканичен произход. Трите най-високи върха са вулкани, като преди 1995 най-висок е Шанс Маунтин (915 м). След изригването на вулкана Суфриер-Хилс през юли 1995, към 2006 година височината на купола му от лава достига 930 м. В резултат на изригването на дотогава смятания за спящ вулкан, големи пространства в южната част на острова са покрити с лава и пепел, включително най-големият град и административен център Плимут. Климатът е тропичен, пасатен със средна годишна температура 26°С и годишна сума на валежите до 3800 mm.

## История
Островът е открит от Колумб през 1493 г. През 1632 г. заточените на острова католици основали първото английско селище, наречено Плимът в чест на известния английски град. През 17 и 18 в. Англия и Франция са си съперничели в борбата за притежание на острова.

## Население
Според преброяването от 2011 г. населението е 5079 души. Средната плътност на населението е около 126 души/km².
Етнически състав:
Населението е предимно от африкански и смесен произход. Официален език е английският.
Вероизповедание:
Мнозинството от жителите са протестанти (англиканство, методизъм, адвентизъм), част са католици.
Раждаемостта на 1000 души е 14,3. Смъртността на 1000 души е 9,9.

## Административно деление
Островът се дели на 3 енории.
- Енория Сейнт Антъни
- Енория Сейнт Джордж
- Енория Сейнт Питър

## Икономика
Паричната единица на острова е източнокарибският долар.